# Kanton Messei
Messei is een voormalig kanton van het Franse departement Orne. Het kanton maakte deel uit van het arrondissement Argentan. Het werd opgeheven bij decreet van 25 februari 2014, met uitwerking op 22 maart 2015.

## Gemeenten
Het kanton Messei omvatte de volgende gemeenten:
- Banvou
- Bellou-en-Houlme
- Le Châtellier
- La Coulonche
- Dompierre
- Échalou
- La Ferrière-aux-Étangs
- Messei (hoofdplaats)
- Saint-André-de-Messei
- Saires-la-Verrerie